# ايغور بروشكين
إيغور فاديموفيتش بروشكين (بالروسية: Егор Вадимович Прошкин)‏؛ هو لاعب كرة قدم روسي. من مواليد 15 يناير 1999، يلعب لنادي توربيدو موسكو.

## روابط خارجية
- ايغور بروشكين على موقع قاعدة بيانات كرة القدم.إي يو (الإنجليزية)
- ايغور بروشكين على موقع Soccerway.com (الإنجليزية)
- ايغور بروشكين على موقع عالم كرة القدم.نت (الإنجليزية)